# Ptinella limbata
Ptinella limbata, Syn.: P. testacea ist ein Käfer aus der Familie der Zwergkäfer (Ptiliidae). 

## Merkmale
Die Käfer erreichen eine Körperlänge von 0,8 bis 0,86 Millimetern und sind damit geringfügig größer als der ähnliche Ptinella denticollis. Der Kopf ist deutlich schmäler als der Halsschild. Dieser ist ungefähr doppelt so lang wie breit. Die Hinterwinkel des Halsschildes enden in einem scharfen Eck, die Seiten des Schildes vor den Hinterwinkeln sind merklich ausgeschweift, die Scheibe besitzt zwei flache längliche Eindrücke. Die Weibchen besitzen flache, pigmentlose Facettenaugen. 

## Vorkommen und Lebensweise
Die Art ist in Europa und auch auf den Kanaren verbreitet. Die nördliche Verbreitung erstreckt sich über England, Dänemark, Skandinavien und Finnland über Mitteleuropa südlich bis nach Nord- und Zentralfrankreich, Italien, Tschechien, die Slowakei, Polen und Litauen bis nach Russland. Sie ist in Mitteleuropa überall verbreitet, aber selten. Die Tiere leben unter der Rinde von Totholz und in Mulm.